# Honduras aux Jeux olympiques d'été de 2020
Le Honduras participe aux Jeux olympiques de 2020 à Tokyo au Japon. Il s'agit de sa 12e participation à des Jeux d'été.

## Athlètes engagés
| Sport      | Hommes | Femmes | Total |
| ---------- | ------ | ------ | ----- |
| Athlétisme | 1      | 0      | 1     |
| Football   | 22     | 0      | 22    |
| Judo       | 0      | 1      | 1     |
| Natation   | 1      | 1      | 2     |
| Taekwondo  | 0      | 1      | 1     |
| Total      | 24     | 3      | 27    |

## Résultats

### Athlétisme
| Athlète    | Épreuve           | Séries      | Séries      | Demi-finales | Demi-finales | Finale          | Finale |
| Athlète    | Épreuve           | Temps       | Rang        | Temps        | Rang         | Temps           | Rang   |
| ---------- | ----------------- | ----------- | ----------- | ------------ | ------------ | --------------- | ------ |
| Iván Zarco | Marathon masculin | Non disputé | Non disputé | Non disputé  | Non disputé  | 2 h 44 min 36 s | 76e    |

### Football
| Compétition      | Phase de groupe      | Phase de groupe               | Phase de groupe          | Phase de groupe | Quart de finale  | Demi-finale      | Finale / MB      | Finale / MB |
| Compétition      | Adversaire Score     | Adversaire Score              | Adversaire Score         | Rang            | Adversaire Score | Adversaire Score | Adversaire Score | Rang        |
| ---------------- | -------------------- | ----------------------------- | ------------------------ | --------------- | ---------------- | ---------------- | ---------------- | ----------- |
| Tournoi masculin | Roumanie Défaite 0–1 | Nouvelle-Zélande Victoire 3-2 | Corée du Sud Défaite 0-6 | 4e              | Éliminés         | Éliminés         | Éliminés         | Éliminés    |

### Judo
| Athlète      | Compétition    | 1er tour                    | 2e tour             | Quart de finale     | Demi-finale         | Repêchage 1         | Repêchage 2         | Finale              | Rang     |
| Athlète      | Compétition    | Adversaire Résultat         | Adversaire Résultat | Adversaire Résultat | Adversaire Résultat | Adversaire Résultat | Adversaire Résultat | Adversaire Résultat | Rang     |
| ------------ | -------------- | --------------------------- | ------------------- | ------------------- | ------------------- | ------------------- | ------------------- | ------------------- | -------- |
| Cergia David | Moins de 63 kg | Quadros Défaite par forfait | Éliminée            | Éliminée            | Éliminée            | Éliminée            | Éliminée            | Éliminée            | Éliminée |

### Natation
| Athlète       | Épreuve      | Séries        | Séries | Demi-finales | Demi-finales | Finale  | Finale  |
| Athlète       | Épreuve      | Temps         | Rang   | Temps        | Rang         | Temps   | Rang    |
| ------------- | ------------ | ------------- | ------ | ------------ | ------------ | ------- | ------- |
| Julio Horrego | 100 m brasse | 1 min 2 s 45  | 43e    | Éliminé      | Éliminé      | Éliminé | Éliminé |
| Julio Horrego | 200 m brasse | 2 min 17 s 51 | 37e    | Éliminé      | Éliminé      | Éliminé | Éliminé |

| Athlète       | Épreuve        | Séries        | Séries | Demi-finales  | Demi-finales | Finale   | Finale   |
| Athlète       | Épreuve        | Temps         | Rang   | Temps         | Rang         | Temps    | Rang     |
| ------------- | -------------- | ------------- | ------ | ------------- | ------------ | -------- | -------- |
| Julimar Avila | 200 m papillon | 2 min 15 s 36 | 16e    | 2 min 16 s 38 | 16e          | Éliminée | Éliminée |

### Taekwondo
| Athlète     | Compétition   | Huitièmes de finale | Quarts de finale    | Demi-finales        | Repêchage           | Finale / MB         | Rang     |
| Athlète     | Compétition   | Adversaire Résultat | Adversaire Résultat | Adversaire Résultat | Adversaire Résultat | Adversaire Résultat | Rang     |
| ----------- | ------------- | ------------------- | ------------------- | ------------------- | ------------------- | ------------------- | -------- |
| Keyla Ávila | Plus de 67 kg | Zheng Défaite 1-20  | Éliminée            | Éliminée            | Éliminée            | Éliminée            | Éliminée |